# Визначення статі при народженні
Визначення статі у людини — розпізнавання статі новонароджених дітей за первинними статевими ознаками: статевими органами. Як правило, при народженні дитини акушерка, лікар(ка) або рідні оглядають зовнішні статеві органи дитини і на основі їх вигляду розпізнають стать дитини: чоловічу (пеніс та мошонка) або жіночу (вульва).

## Ультразвукове визначення статі

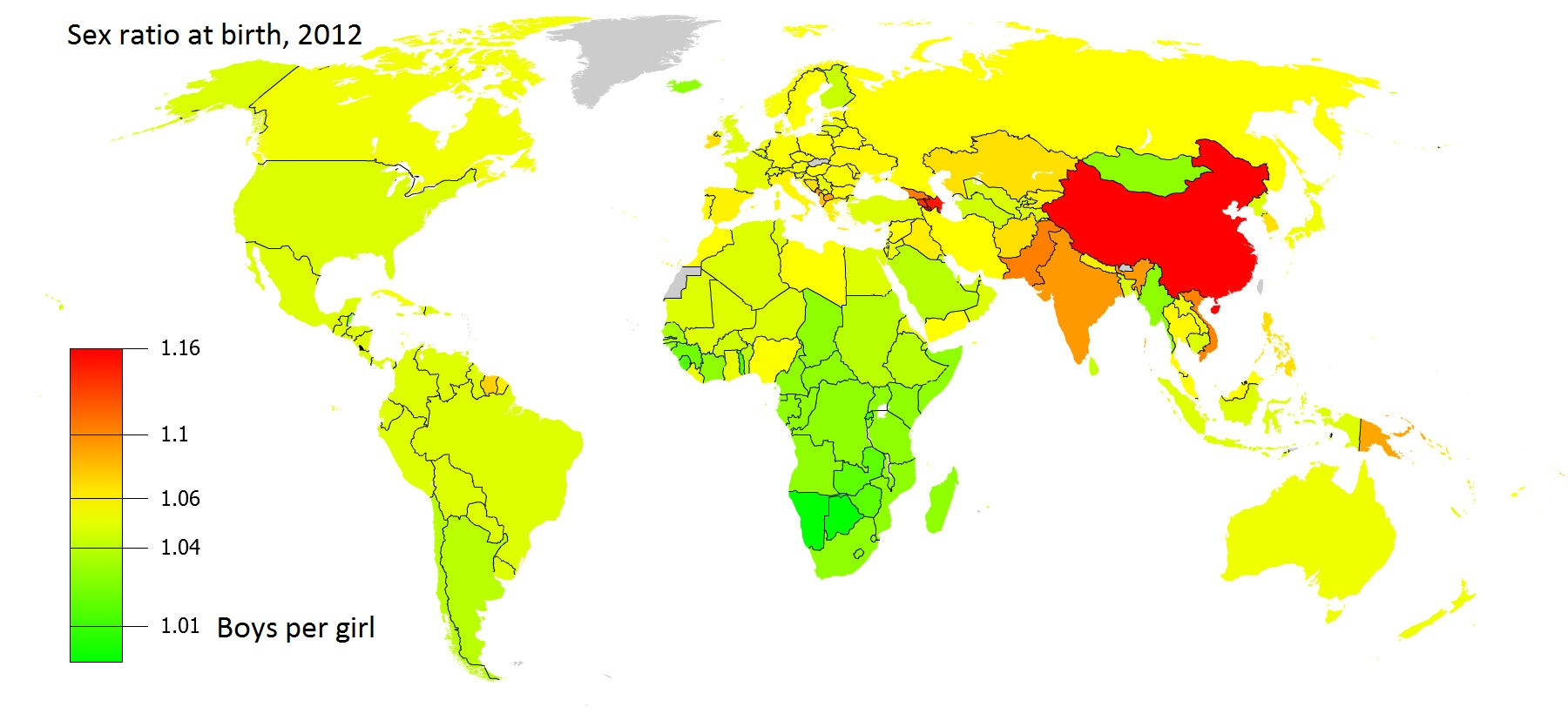
Співвідношення статей у світі станом на 2012 рік внаслідок абортування плодів жіночої статі: число хлопчиків на 1 дівчинку при народженні

Визначити стать також можна у плоду ще під час вагітності: за допомогою ультразвукової діагностики виявляють геніталії дитини[коли?]. 
На цих даних базуються практики надання переваг дітям певної статі, як-от селективні аборти та феміцид новонароджених, які суттєво викривлюють співвідношення статей. 
Стать, як правило, визначає стиль виховання дитини, очікувану від неї гендерну роль та гендерні стереотипи щодо неї.

## Розлади статевого розвитку
У випадку вроджених порушень статі та атипових варіацій статевих ознак як варіанту норми визначена стать або деякі пов'язані з нею висновки іноді виявляються неправильними чи неточними.

### Інтерсексність
У деяких людей з інтерсекс-варіаціями внутрішня анатомія суперечить висновкам огляду зовнішньої будови тіла, через що їх стать визначають помилково. Людям з інтерсекс-геніталіями, коли стать за зовнішнім оглядом визначити немоливо, часто в ранньому віці роблять т. зв. коригуючі операції для приведення їх у відповідність із хоча б якоюсь статтю (частіше жіночою), у відповідності з якою виховують їх. Нерідко про свою справжню стать інтерсекс люди дізнаються в зрілому віці. 

### Гермафродитизм
Наявність в однієї особини і чоловічих, і жіночих статевих залоз. 

## Критика
Новітні терміни у квір- та транс-гендерних студіях пропонують терміни «приписування» або «призначення» статі, стверджуючи, що стать не є бінарною (чоловік та жінка) і точно визначити її за статевими ознаками неможливо.